# Emeka Opara
Emeka Opara (* 2. Dezember 1984 in Imo State) ist ein nigerianischer ehemaliger Fußballspieler, der von Januar 2007 bis Juni 2008 beim deutschen Zweitligisten 1. FC Kaiserslautern unter Vertrag stand. Sein Spitzname ist „Emma“.
Opara war von 2001 bis 2003 in Nigeria bei Enugu Rangers und danach bei Enyimba Aba aktiv und wechselte 2004 in die erste tunesischen Liga zu Étoile Sportive du Sahel. Den Club aus Sousse schoss der Stürmer im CAF Confederation Cup mit acht Toren zum Sieg. Für 2007 unterschrieb er einen bis zum  30. Juni 2009 datierenden Vertrag beim 1. FC Kaiserslautern. In seiner ersten Zweitligasaison erzielte er in 15 Spielen drei Tore für die Pfälzer. Nachdem er den Erwartungen in Kaiserslautern nicht gerecht werden konnte, wurde sein Vertrag zum Ende der Saison 2007/08 aufgelöst und er wechselte wieder zurück zu Étoile Sportive du Sahel. Anfang 2010 verschlug es ihn nach Aserbaidschan, wo er im Jahr 2013 seine Laufbahn beendete.